# Branko Bako Jovanović
Branko Jovanović Bako (Beč, 1988) srpski је muzičar, tamburaš, gitarista, prvi tamburaš sveta, izvođač tradicionalne i internacionalne muzike, često ukomponovane sa modernim zvucima. Svoje interesovanje za bavljenjem muzikom i sviranjem počeo je da izražava još u detinjstvu.

## Biografija
Rođen je 30. aprila 1988. godine, u Beču. Odrastajući u muzičkoj porodici, uz instrumente poput tambure (basprim) i gitara koji su uvek bili u blizini, Bako je svoje interesovanje za sviranjem počeo da izražava kao dete. Od strica, gitariste, Dragana Jovanovića Šanjike, je učio sviranje instrumenata.
Od petnaeste godine je imao priliku da svira pred publikom Berlina, Osla, Tilburga, Osake, Trrosingena, Udina, Portimaoa, Rostova,  Madrida, Pariza, Londona i Beča. Na eminentnim takmičenjima u Pančevu, Starčevu, Novom Sadu, Deronjama, Crna Gora - Bijelo Polje, Nemačkoj, Norveškoj, Japanu, Italiji, Francuskoj, Austriji, Rusiji i Portugalu osvojio je sva prva mesta.
Završivši muzičku školu, odsek klasične gitare, Bako je počeo svoje stečeno znanje da prenosi na tamburu.

## Karijera
Na Festivalu "Starčevačka Tamburica", četvrtom po redu, održanom 2004.godine u Starčevu, Branko Bako Jovanović je proglašen najboljim solistom.
KID "Pčesa" iz Novog Sada je 2007. godine, na svojoj tradicionalnoj manifestaciji "Zlatni Slavuj" za najboljeg bas primaša, prvim mestom nagradio je upravo Branka Baka Jovanovića.
Na svetskom tamburaškom festivalu, "Tamburica Fest", trećem po redu, koji je održan 2010.godine u Deronjama, Branko Bako Jovanović dobija nagradu za najboljeg bas primaša i postaje prva tambura sveta. 
Sa braćom Piler, pobednicima takmičenja "Ja imam talenat", osniva kvartet "Pilerovi" i 2016. godine u Portugaliji na festivalu Trophee Mondiale, odnose pobedu i još jednom se potvrđuju kao prvaci sveta.
Kao studijski muzičar, imao je prilike da radi na projektima snimanja pesama velikih zvezda kao što su Šaban Šaulić, Lepa Brena,  Haris Džinović, Ljuba Aličić, Slavko Banjac, Danka Stoiljković, Beki Bekić, Snežana Đurišić, Zvonko Bogdan, Nataša Matić, Dejan Matić, Nemanja Nikolić, Ivan Kurtić, Acko Nezirović, Renato Henc, Igor Jotić, Boško Jovanović - Boškić, Zvezdana Bijelanović, Bora Jovanović - Mercedes, Olivera Marković, Milena Jovanović  i mnogi drugi. Na snimanju albuma glumice Mercedes Echerer  je na numeri “Schnuckenack” imao čast da snimi neverovatnu solo tačku, dok je u drugim numerama ovaj album zasijao uz prateće izvođenje maestra na tamburi.
U dosadašnjoj karijeri, gostovao je na velikim koncertima poznatih zvezda kao što su: Danka Stojiljković, Lepa Brena, Zoran Kalezić, Nemanja Nikolić, Merima Njegomir, kao i mnogi drugi. Na ovim koncertima,opravdao je ukazano mu poverenje, dobio je velike ovacije i zabeleženi su kao veliki uspeh u živom performansu ovih zvezda. Nastup sa Stočelom Rozenbergom je bio jedinstvena prilika da se upozna sa velikim gitaristom i životna želja da zajedno nastupaju na sceni mu se ostvarila. Kao specijalni gost na koncertu Ljubiše Pavkovića imao je priliku da izvede dve numere sa vrsnim virtuozima narodne muzike.   
Nastupao je i sa velikim orkestrima kao što su “Orkestar RTS-a” - Vlada Panović, “Gipsy rhapsody bend” - Perice Vasića, kao i sa mnogim drugima. 

Trenutno Bako nastupa aktivno sa orkestrom “Rumanisches Roulette” i sa svojim orkestrom "Branko Bako Jovanović" na domaćim i inostranim nastupima (ceo svet).

## Festivali
- 2004. Starčevačka Tamburica - Starčevo,Srbija
- 2007. Zlatni Slavuj - Novi Sad, Srbija
- 2010. Svetski tamburaški festival  "Tamburica Fest" - Deronje, Srbija
- 2010. VIII Internacionalni festival tamburaških orkestara - Bijelo Polje, Crna Gora
- 2016. 66th Trophee Mondiale - Portimao, Portugal
- 2016. Bečki Oskar popularnosti - Beč, Austrija
- 2016. 17. International Music Competition OSAKA - Osaka, Japan
- 2016. XIV Internacionalni festival tamburaških orkestara - Bijelo Polje, Crna Gora
- 2016. World Music, 69th Coupe Mondiale - Rostov, Rusija
- 2016. Gipsy Festival - Tilburg, Nemačka
- 2016. World Music - Trrosingen, Nemačka
- 2017. International Music Competition - Udine, Italija
- 2017. Internationa Worldl Music Competition - Tuluz, Francuska
- 2018. Bečki Muzički Folk Festival - Beč, Austrija
- 2019. XVII Internacionalni festival tamburaških orkestara - Bijelo Polje, Crna Gora
- 2021. Djangoo European Festivals Of Gipsy Music - Minhen, Nemačka

## Diskografija
BBJ - BAKOVO KOLO 2003. godina
1. Bakovo kolo
2. Na livadi
3. Mađarski čardaš
4. Romansa
5. Leri, Leri
6. Instrumental II
7. Jek detharin
8. Instrumental I
9. Da li znadeš sunce milo
10. Gde si draga zalutala

FUNDO MUSICA AMARI - "Maren muj" 2008. godina
1. Maren muj
2. Kheles tu
3. Me sem rom
4. E dejori
5. O ilo
6. Galbeja
7. Dumut amen
8. Gono love
9. Venecia
10. Sumnakuno vas
11. Casino
12. Gitare
13. Bakosko valzeri
14. Bakroro

PGP - RTS "Smak sveta - The End of the World" 2016. godina
1. Smak sveta - The End of the World
2. Lukina šetnja - Walk of Luka
3. Snežino kolo - Round of Snežana
4. Vojvođansko kolo - Round of Vojvodina
5. Panonski Stakato - Panonski Staccato
6. Ciganski valcer - Gipsy waltz
7. Bakova igra - Dance of Bako
8. Beograd noću - Belgrade ih night
9. Epizoda života - Life episode
10. Andaluzijske noći - Andaluzian night
11. Ciganski vez - Gipsy embroidery

## Spoljašnje veze
- Starčevarska Tamburica
- RTS Medaljon
- Koncert "Tri noći"
- Kurir - Prvaci sveta
- World Music, 69th Coupe Mondiale - Rostov, Rusija
- Djangoo European Festivals Of Gipsy Music
- Svetski tamburaški festival  "Tamburica Fest" - Deronje